# El Carmen del Darién
El Carmen del Darién est une municipalité située dans le département de Chocó, en Colombie.

## Population
Selon les données récoltées par le DANE lors du recensement de la population colombienne en 2005, El Carmen del Darién compte une population de 4 191 habitants.

## Liste des maires
- 2012 - 2015 : Adán Córdoba Palacios
- 2020 - 2023 : Pedro José Mena Maquilón[2]
- 2024 - 2027 : Dawinson Valoyes Moreno